# 迪瓦热
迪瓦热（法語：Divajeu，法語發音：[divaʒø]）是法国德龙省的一个市镇，属于迪镇区。

## 地理
迪瓦热（44°42'17"N, 5°0'18"E）面积13.25 平方千米，位于法国奥弗涅-罗讷-阿尔卑斯大区德龙省，该省份为法国东南部内陆省份，北起顺时针与伊泽尔省、上阿尔卑斯省、上普罗旺斯阿尔卑斯省、沃克吕兹省和阿尔代什省接壤。
与迪瓦热接壤的市镇（或旧市镇、城区）包括：锡河畔乌斯特、拉雷帕拉-欧里普勒、欧蒂尚、沙布里扬、克雷、厄尔、苏瓦扬。

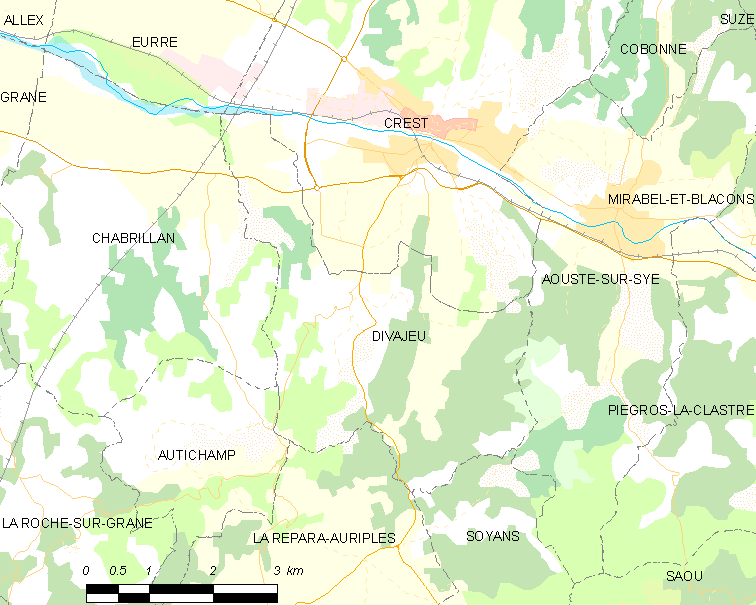
迪瓦热的OSM定位图

迪瓦热的时区为UTC+01:00、UTC+02:00（夏令时）。

## 行政
迪瓦热的邮政编码为26400，INSEE市镇编码为26115。

## 政治
迪瓦热所属的省级选区为克雷县。

## 人口

1962-2008年间迪瓦热人口变化图示

迪瓦热于2022年1月1日时的人口数量为687人。